# Alt-right

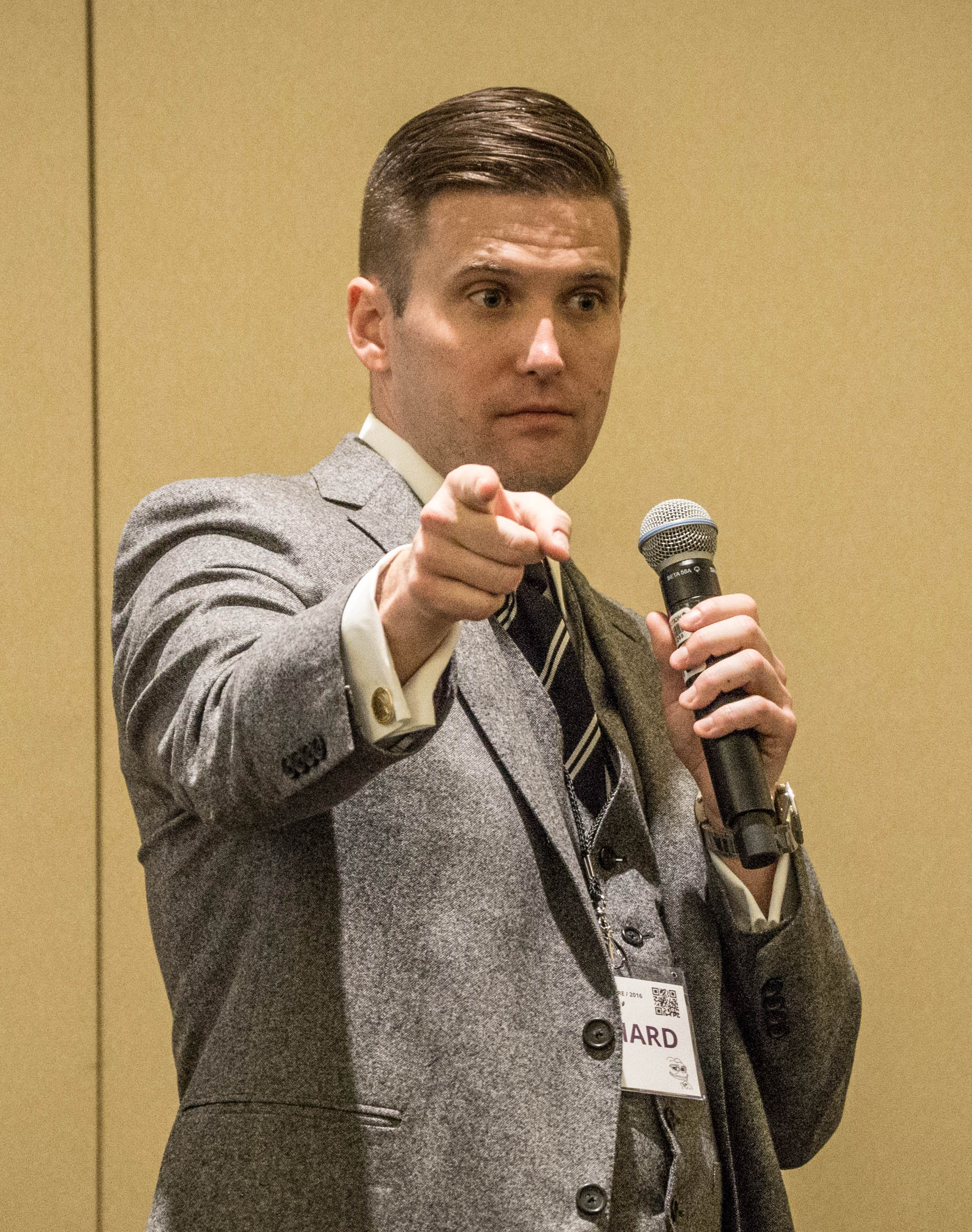
Richard Spencer (foto 2016)

Alt-right (een Engelse afkorting voor alternative right, "alternatief rechts") is een zeer los georganiseerde politieke subcultuur in de Verenigde Staten. Alt-right is een verzamelnaam voor enerzijds een subcultuur van internetgebruikers, anderzijds een verzameling extreemrechtse ideologen en activisten. De band tussen beide groepen werd versterkt door de verkiezing van Donald Trump tot president van de VS, maar is sindsdien weer verzwakt. De naam van de stroming wordt toegeschreven aan de Amerikaanse journalist en white supremacist Richard B. Spencer, die in 2008 de naam zou hebben bedacht om ermee zijn variant van rechtsextremisme de Amerikaanse massa in te loodsen. Ook wordt Jared Taylor vaak genoemd als belangrijke inspirator van de beweging.

## Als internetcultuur ('alt-lite')
Bezigheden die met alt-right als internetcultuur in verband worden gebracht zijn vooral het (anoniem) verspreiden van vaak racistisch getinte memes op websites als 4chan, het vertonen van pestgedrag op discussiefora en het uiten van beledigingen en bedreigingen gericht aan cultureel links; uitingen die echter altijd gepaard gaan met een ironische en provocatieve toon. Ter onderscheiding van gewelddadig extreemrechts (zie hieronder) spreekt men ook wel van alt-lite.
Het herkenningsteken van alt-lite, tevens de basis voor de meeste memes, is een stripfiguurtje van een kikker genaamd Pepe the Frog. Dit figuurtje begon zijn online leven in een ongerelateerde, apolitieke webstrip, maar is rond 2014 door de subcultuur omarmd als eigen symbool. Vanwege het grootschalig gebruik van het figuurtje voor racistische uitingen werd het door de joodse burgerrechtenorganisatie Anti-Defamation League in 2016 als haatsymbool aangemerkt.
Alt-right kreeg voor het eerst grote bekendheid tijdens de campagnes voor de Amerikaanse presidentsverkiezingen van 2016. Hoewel de uiteindelijke winnaar, Republikein Donald Trump, al in 2015 een plaatje van Pepe the Frog bij een Twitterbericht had gezet, was het vooral het benoemen van alt-right door kandidate Hillary Clinton die een stroom media-aandacht op gang bracht. Deze aandacht wordt zelfs wel beschouwd als de katalysator die deze subcultuur tot een legitieme politieke beweging kon maken, terwijl deze eerder vooral een groep jeugdige pestkoppen in de uithoeken van het internet was. De met de Trump-campagne geaffilieerde website Breitbart heeft zich opgeworpen als hét medium dat de alt-righters/alt-liters bedient. De controversiële journalist Milo Yiannopoulos, voorheen in dienst bij Breitbart, gold ondanks zijn openlijke homoseksualiteit als een van de gezichten van alt-lite, tot hij in 2017 van zijn voetstuk viel.

## Als ideologie
De alt-righters bedienen zich van een combinatie van masculinisme, libertarische economische denkbeelden en ideeën over raszuiverheid en antisemitisme. Naast Richard Spencer is de bekende white supremacist Jared Taylor een belangrijke figuur. Volgens de Nederlandse politicoloog Cas Mudde is "alt-right" dan ook weinig meer dan een nieuwe benaming voor de racistische stroming die Amerika al sinds jaar en dag kent, en die telkens nieuwe namen verzint om zichzelf een acceptabel imago aan te meten.
De Unite the Right rally in Charlottesville vormt volgens journaliste Angela Nagle een breekpunt in de synergie tussen de internettrollen (alt-lite) en het geharde extreemrechts (alt-right proper). Nagle signaleert naar aanleiding van de moordaanslag die tijdens deze demonstratie plaatsvond een kloof tussen enerzijds het ironische flirten met rechtse ideeën, anderzijds de bereidheid om tot politiek geweld over te gaan, die volgens haar onoverbrugbaar zal blijken.

## Naar land

### Verenigde Staten
Er is wijdverbreide bezorgdheid over terroristische aanslagen in de VS door lone wolf-leden van alt-right. In 2017 waren terroristische aanslagen en geweld gelieerd aan alt-right en blanke suprematie de belangrijkste oorzaak van extremistisch geweld in de Verenigde Staten. Bij de verkiezingen van 2018 hebben verschillende alt-rechtse kandidaten zich kandidaat gesteld als Republikeinse kandidaat. De neonazi en Holocaustontkenner Arthur Jones stelde zich verkiesbaar voor een congreszetel in Illinois, de aanhanger van blanke suprematie Paul Nehlen stelde zich verkiesbaar voor de zetel van Paul Ryan in Wisconsin, de Republikeinse voorzitter van het Huis en de neonazi Patrick Little voor de Senaatsverkiezingen in Californië in 2018. In 2016 was de alt-rightaanhanger Steve Bannon een tijdlang raadgever van president Donald Trump.

### Nederland
Het Erkenbrand-studiegenootschap wordt beschouwd als de Nederlandse vertegenwoordiger van alt-right. In het NRC Handelsblad werd De Dagelijkse Standaard beschouwd als de Nederlandse variant van Breitbart News, waarvoor hoofdredacteur Michael van der Galiën eerder werkte.

### België
In 2018 heeft de Vlaamse extreemrechtse beweging Schild & Vrienden geprobeerd, de alt-right-ideologie in België te importeren. In een reportage van Pano wordt geschilderd hoe de voorzitter van de beweging, Dries Van Langenhove, een lange mars door de instellingen (met bv. entrisme in het Vlaamse Jeugdraad) heeft gepland. De Belgische uitgave van alt-right kenmerkt zich ook door het flinke gebruik van hondenfluitjes en memes in internetgroepjes, zoals Make Vlaenderen Great Again en De Fiere Vlaamse Meme.